# Изолированная пешка
Изолированная пешка, разг. «изолятор» — шахматный термин, обозначающий пешку, на соседних вертикалях с которой нет пешек того же цвета.

## Значение в игре
|   | a | b | c | d | e | f | g | h |   |
| - | --- | --- | --- | --- | --- | --- | --- | --- | - |
| 8 | a7 чёрная пешка · b7 чёрная пешка · c7 чёрная пешка · d7 чёрная пешка · h7 чёрная пешка · f5 чёрная пешка · d4 белая пешка · a2 белая пешка · b2 белая пешка · f2 белая пешка · g2 белая пешка · h2 белая пешка | a7 чёрная пешка · b7 чёрная пешка · c7 чёрная пешка · d7 чёрная пешка · h7 чёрная пешка · f5 чёрная пешка · d4 белая пешка · a2 белая пешка · b2 белая пешка · f2 белая пешка · g2 белая пешка · h2 белая пешка | a7 чёрная пешка · b7 чёрная пешка · c7 чёрная пешка · d7 чёрная пешка · h7 чёрная пешка · f5 чёрная пешка · d4 белая пешка · a2 белая пешка · b2 белая пешка · f2 белая пешка · g2 белая пешка · h2 белая пешка | a7 чёрная пешка · b7 чёрная пешка · c7 чёрная пешка · d7 чёрная пешка · h7 чёрная пешка · f5 чёрная пешка · d4 белая пешка · a2 белая пешка · b2 белая пешка · f2 белая пешка · g2 белая пешка · h2 белая пешка | a7 чёрная пешка · b7 чёрная пешка · c7 чёрная пешка · d7 чёрная пешка · h7 чёрная пешка · f5 чёрная пешка · d4 белая пешка · a2 белая пешка · b2 белая пешка · f2 белая пешка · g2 белая пешка · h2 белая пешка | a7 чёрная пешка · b7 чёрная пешка · c7 чёрная пешка · d7 чёрная пешка · h7 чёрная пешка · f5 чёрная пешка · d4 белая пешка · a2 белая пешка · b2 белая пешка · f2 белая пешка · g2 белая пешка · h2 белая пешка | a7 чёрная пешка · b7 чёрная пешка · c7 чёрная пешка · d7 чёрная пешка · h7 чёрная пешка · f5 чёрная пешка · d4 белая пешка · a2 белая пешка · b2 белая пешка · f2 белая пешка · g2 белая пешка · h2 белая пешка | a7 чёрная пешка · b7 чёрная пешка · c7 чёрная пешка · d7 чёрная пешка · h7 чёрная пешка · f5 чёрная пешка · d4 белая пешка · a2 белая пешка · b2 белая пешка · f2 белая пешка · g2 белая пешка · h2 белая пешка | 8 |
| 7 | a7 чёрная пешка · b7 чёрная пешка · c7 чёрная пешка · d7 чёрная пешка · h7 чёрная пешка · f5 чёрная пешка · d4 белая пешка · a2 белая пешка · b2 белая пешка · f2 белая пешка · g2 белая пешка · h2 белая пешка | a7 чёрная пешка · b7 чёрная пешка · c7 чёрная пешка · d7 чёрная пешка · h7 чёрная пешка · f5 чёрная пешка · d4 белая пешка · a2 белая пешка · b2 белая пешка · f2 белая пешка · g2 белая пешка · h2 белая пешка | a7 чёрная пешка · b7 чёрная пешка · c7 чёрная пешка · d7 чёрная пешка · h7 чёрная пешка · f5 чёрная пешка · d4 белая пешка · a2 белая пешка · b2 белая пешка · f2 белая пешка · g2 белая пешка · h2 белая пешка | a7 чёрная пешка · b7 чёрная пешка · c7 чёрная пешка · d7 чёрная пешка · h7 чёрная пешка · f5 чёрная пешка · d4 белая пешка · a2 белая пешка · b2 белая пешка · f2 белая пешка · g2 белая пешка · h2 белая пешка | a7 чёрная пешка · b7 чёрная пешка · c7 чёрная пешка · d7 чёрная пешка · h7 чёрная пешка · f5 чёрная пешка · d4 белая пешка · a2 белая пешка · b2 белая пешка · f2 белая пешка · g2 белая пешка · h2 белая пешка | a7 чёрная пешка · b7 чёрная пешка · c7 чёрная пешка · d7 чёрная пешка · h7 чёрная пешка · f5 чёрная пешка · d4 белая пешка · a2 белая пешка · b2 белая пешка · f2 белая пешка · g2 белая пешка · h2 белая пешка | a7 чёрная пешка · b7 чёрная пешка · c7 чёрная пешка · d7 чёрная пешка · h7 чёрная пешка · f5 чёрная пешка · d4 белая пешка · a2 белая пешка · b2 белая пешка · f2 белая пешка · g2 белая пешка · h2 белая пешка | a7 чёрная пешка · b7 чёрная пешка · c7 чёрная пешка · d7 чёрная пешка · h7 чёрная пешка · f5 чёрная пешка · d4 белая пешка · a2 белая пешка · b2 белая пешка · f2 белая пешка · g2 белая пешка · h2 белая пешка | 7 |
| 6 | a7 чёрная пешка · b7 чёрная пешка · c7 чёрная пешка · d7 чёрная пешка · h7 чёрная пешка · f5 чёрная пешка · d4 белая пешка · a2 белая пешка · b2 белая пешка · f2 белая пешка · g2 белая пешка · h2 белая пешка | a7 чёрная пешка · b7 чёрная пешка · c7 чёрная пешка · d7 чёрная пешка · h7 чёрная пешка · f5 чёрная пешка · d4 белая пешка · a2 белая пешка · b2 белая пешка · f2 белая пешка · g2 белая пешка · h2 белая пешка | a7 чёрная пешка · b7 чёрная пешка · c7 чёрная пешка · d7 чёрная пешка · h7 чёрная пешка · f5 чёрная пешка · d4 белая пешка · a2 белая пешка · b2 белая пешка · f2 белая пешка · g2 белая пешка · h2 белая пешка | a7 чёрная пешка · b7 чёрная пешка · c7 чёрная пешка · d7 чёрная пешка · h7 чёрная пешка · f5 чёрная пешка · d4 белая пешка · a2 белая пешка · b2 белая пешка · f2 белая пешка · g2 белая пешка · h2 белая пешка | a7 чёрная пешка · b7 чёрная пешка · c7 чёрная пешка · d7 чёрная пешка · h7 чёрная пешка · f5 чёрная пешка · d4 белая пешка · a2 белая пешка · b2 белая пешка · f2 белая пешка · g2 белая пешка · h2 белая пешка | a7 чёрная пешка · b7 чёрная пешка · c7 чёрная пешка · d7 чёрная пешка · h7 чёрная пешка · f5 чёрная пешка · d4 белая пешка · a2 белая пешка · b2 белая пешка · f2 белая пешка · g2 белая пешка · h2 белая пешка | a7 чёрная пешка · b7 чёрная пешка · c7 чёрная пешка · d7 чёрная пешка · h7 чёрная пешка · f5 чёрная пешка · d4 белая пешка · a2 белая пешка · b2 белая пешка · f2 белая пешка · g2 белая пешка · h2 белая пешка | a7 чёрная пешка · b7 чёрная пешка · c7 чёрная пешка · d7 чёрная пешка · h7 чёрная пешка · f5 чёрная пешка · d4 белая пешка · a2 белая пешка · b2 белая пешка · f2 белая пешка · g2 белая пешка · h2 белая пешка | 6 |
| 5 | a7 чёрная пешка · b7 чёрная пешка · c7 чёрная пешка · d7 чёрная пешка · h7 чёрная пешка · f5 чёрная пешка · d4 белая пешка · a2 белая пешка · b2 белая пешка · f2 белая пешка · g2 белая пешка · h2 белая пешка | a7 чёрная пешка · b7 чёрная пешка · c7 чёрная пешка · d7 чёрная пешка · h7 чёрная пешка · f5 чёрная пешка · d4 белая пешка · a2 белая пешка · b2 белая пешка · f2 белая пешка · g2 белая пешка · h2 белая пешка | a7 чёрная пешка · b7 чёрная пешка · c7 чёрная пешка · d7 чёрная пешка · h7 чёрная пешка · f5 чёрная пешка · d4 белая пешка · a2 белая пешка · b2 белая пешка · f2 белая пешка · g2 белая пешка · h2 белая пешка | a7 чёрная пешка · b7 чёрная пешка · c7 чёрная пешка · d7 чёрная пешка · h7 чёрная пешка · f5 чёрная пешка · d4 белая пешка · a2 белая пешка · b2 белая пешка · f2 белая пешка · g2 белая пешка · h2 белая пешка | a7 чёрная пешка · b7 чёрная пешка · c7 чёрная пешка · d7 чёрная пешка · h7 чёрная пешка · f5 чёрная пешка · d4 белая пешка · a2 белая пешка · b2 белая пешка · f2 белая пешка · g2 белая пешка · h2 белая пешка | a7 чёрная пешка · b7 чёрная пешка · c7 чёрная пешка · d7 чёрная пешка · h7 чёрная пешка · f5 чёрная пешка · d4 белая пешка · a2 белая пешка · b2 белая пешка · f2 белая пешка · g2 белая пешка · h2 белая пешка | a7 чёрная пешка · b7 чёрная пешка · c7 чёрная пешка · d7 чёрная пешка · h7 чёрная пешка · f5 чёрная пешка · d4 белая пешка · a2 белая пешка · b2 белая пешка · f2 белая пешка · g2 белая пешка · h2 белая пешка | a7 чёрная пешка · b7 чёрная пешка · c7 чёрная пешка · d7 чёрная пешка · h7 чёрная пешка · f5 чёрная пешка · d4 белая пешка · a2 белая пешка · b2 белая пешка · f2 белая пешка · g2 белая пешка · h2 белая пешка | 5 |
| 4 | a7 чёрная пешка · b7 чёрная пешка · c7 чёрная пешка · d7 чёрная пешка · h7 чёрная пешка · f5 чёрная пешка · d4 белая пешка · a2 белая пешка · b2 белая пешка · f2 белая пешка · g2 белая пешка · h2 белая пешка | a7 чёрная пешка · b7 чёрная пешка · c7 чёрная пешка · d7 чёрная пешка · h7 чёрная пешка · f5 чёрная пешка · d4 белая пешка · a2 белая пешка · b2 белая пешка · f2 белая пешка · g2 белая пешка · h2 белая пешка | a7 чёрная пешка · b7 чёрная пешка · c7 чёрная пешка · d7 чёрная пешка · h7 чёрная пешка · f5 чёрная пешка · d4 белая пешка · a2 белая пешка · b2 белая пешка · f2 белая пешка · g2 белая пешка · h2 белая пешка | a7 чёрная пешка · b7 чёрная пешка · c7 чёрная пешка · d7 чёрная пешка · h7 чёрная пешка · f5 чёрная пешка · d4 белая пешка · a2 белая пешка · b2 белая пешка · f2 белая пешка · g2 белая пешка · h2 белая пешка | a7 чёрная пешка · b7 чёрная пешка · c7 чёрная пешка · d7 чёрная пешка · h7 чёрная пешка · f5 чёрная пешка · d4 белая пешка · a2 белая пешка · b2 белая пешка · f2 белая пешка · g2 белая пешка · h2 белая пешка | a7 чёрная пешка · b7 чёрная пешка · c7 чёрная пешка · d7 чёрная пешка · h7 чёрная пешка · f5 чёрная пешка · d4 белая пешка · a2 белая пешка · b2 белая пешка · f2 белая пешка · g2 белая пешка · h2 белая пешка | a7 чёрная пешка · b7 чёрная пешка · c7 чёрная пешка · d7 чёрная пешка · h7 чёрная пешка · f5 чёрная пешка · d4 белая пешка · a2 белая пешка · b2 белая пешка · f2 белая пешка · g2 белая пешка · h2 белая пешка | a7 чёрная пешка · b7 чёрная пешка · c7 чёрная пешка · d7 чёрная пешка · h7 чёрная пешка · f5 чёрная пешка · d4 белая пешка · a2 белая пешка · b2 белая пешка · f2 белая пешка · g2 белая пешка · h2 белая пешка | 4 |
| 3 | a7 чёрная пешка · b7 чёрная пешка · c7 чёрная пешка · d7 чёрная пешка · h7 чёрная пешка · f5 чёрная пешка · d4 белая пешка · a2 белая пешка · b2 белая пешка · f2 белая пешка · g2 белая пешка · h2 белая пешка | a7 чёрная пешка · b7 чёрная пешка · c7 чёрная пешка · d7 чёрная пешка · h7 чёрная пешка · f5 чёрная пешка · d4 белая пешка · a2 белая пешка · b2 белая пешка · f2 белая пешка · g2 белая пешка · h2 белая пешка | a7 чёрная пешка · b7 чёрная пешка · c7 чёрная пешка · d7 чёрная пешка · h7 чёрная пешка · f5 чёрная пешка · d4 белая пешка · a2 белая пешка · b2 белая пешка · f2 белая пешка · g2 белая пешка · h2 белая пешка | a7 чёрная пешка · b7 чёрная пешка · c7 чёрная пешка · d7 чёрная пешка · h7 чёрная пешка · f5 чёрная пешка · d4 белая пешка · a2 белая пешка · b2 белая пешка · f2 белая пешка · g2 белая пешка · h2 белая пешка | a7 чёрная пешка · b7 чёрная пешка · c7 чёрная пешка · d7 чёрная пешка · h7 чёрная пешка · f5 чёрная пешка · d4 белая пешка · a2 белая пешка · b2 белая пешка · f2 белая пешка · g2 белая пешка · h2 белая пешка | a7 чёрная пешка · b7 чёрная пешка · c7 чёрная пешка · d7 чёрная пешка · h7 чёрная пешка · f5 чёрная пешка · d4 белая пешка · a2 белая пешка · b2 белая пешка · f2 белая пешка · g2 белая пешка · h2 белая пешка | a7 чёрная пешка · b7 чёрная пешка · c7 чёрная пешка · d7 чёрная пешка · h7 чёрная пешка · f5 чёрная пешка · d4 белая пешка · a2 белая пешка · b2 белая пешка · f2 белая пешка · g2 белая пешка · h2 белая пешка | a7 чёрная пешка · b7 чёрная пешка · c7 чёрная пешка · d7 чёрная пешка · h7 чёрная пешка · f5 чёрная пешка · d4 белая пешка · a2 белая пешка · b2 белая пешка · f2 белая пешка · g2 белая пешка · h2 белая пешка | 3 |
| 2 | a7 чёрная пешка · b7 чёрная пешка · c7 чёрная пешка · d7 чёрная пешка · h7 чёрная пешка · f5 чёрная пешка · d4 белая пешка · a2 белая пешка · b2 белая пешка · f2 белая пешка · g2 белая пешка · h2 белая пешка | a7 чёрная пешка · b7 чёрная пешка · c7 чёрная пешка · d7 чёрная пешка · h7 чёрная пешка · f5 чёрная пешка · d4 белая пешка · a2 белая пешка · b2 белая пешка · f2 белая пешка · g2 белая пешка · h2 белая пешка | a7 чёрная пешка · b7 чёрная пешка · c7 чёрная пешка · d7 чёрная пешка · h7 чёрная пешка · f5 чёрная пешка · d4 белая пешка · a2 белая пешка · b2 белая пешка · f2 белая пешка · g2 белая пешка · h2 белая пешка | a7 чёрная пешка · b7 чёрная пешка · c7 чёрная пешка · d7 чёрная пешка · h7 чёрная пешка · f5 чёрная пешка · d4 белая пешка · a2 белая пешка · b2 белая пешка · f2 белая пешка · g2 белая пешка · h2 белая пешка | a7 чёрная пешка · b7 чёрная пешка · c7 чёрная пешка · d7 чёрная пешка · h7 чёрная пешка · f5 чёрная пешка · d4 белая пешка · a2 белая пешка · b2 белая пешка · f2 белая пешка · g2 белая пешка · h2 белая пешка | a7 чёрная пешка · b7 чёрная пешка · c7 чёрная пешка · d7 чёрная пешка · h7 чёрная пешка · f5 чёрная пешка · d4 белая пешка · a2 белая пешка · b2 белая пешка · f2 белая пешка · g2 белая пешка · h2 белая пешка | a7 чёрная пешка · b7 чёрная пешка · c7 чёрная пешка · d7 чёрная пешка · h7 чёрная пешка · f5 чёрная пешка · d4 белая пешка · a2 белая пешка · b2 белая пешка · f2 белая пешка · g2 белая пешка · h2 белая пешка | a7 чёрная пешка · b7 чёрная пешка · c7 чёрная пешка · d7 чёрная пешка · h7 чёрная пешка · f5 чёрная пешка · d4 белая пешка · a2 белая пешка · b2 белая пешка · f2 белая пешка · g2 белая пешка · h2 белая пешка | 2 |
| 1 | a7 чёрная пешка · b7 чёрная пешка · c7 чёрная пешка · d7 чёрная пешка · h7 чёрная пешка · f5 чёрная пешка · d4 белая пешка · a2 белая пешка · b2 белая пешка · f2 белая пешка · g2 белая пешка · h2 белая пешка | a7 чёрная пешка · b7 чёрная пешка · c7 чёрная пешка · d7 чёрная пешка · h7 чёрная пешка · f5 чёрная пешка · d4 белая пешка · a2 белая пешка · b2 белая пешка · f2 белая пешка · g2 белая пешка · h2 белая пешка | a7 чёрная пешка · b7 чёрная пешка · c7 чёрная пешка · d7 чёрная пешка · h7 чёрная пешка · f5 чёрная пешка · d4 белая пешка · a2 белая пешка · b2 белая пешка · f2 белая пешка · g2 белая пешка · h2 белая пешка | a7 чёрная пешка · b7 чёрная пешка · c7 чёрная пешка · d7 чёрная пешка · h7 чёрная пешка · f5 чёрная пешка · d4 белая пешка · a2 белая пешка · b2 белая пешка · f2 белая пешка · g2 белая пешка · h2 белая пешка | a7 чёрная пешка · b7 чёрная пешка · c7 чёрная пешка · d7 чёрная пешка · h7 чёрная пешка · f5 чёрная пешка · d4 белая пешка · a2 белая пешка · b2 белая пешка · f2 белая пешка · g2 белая пешка · h2 белая пешка | a7 чёрная пешка · b7 чёрная пешка · c7 чёрная пешка · d7 чёрная пешка · h7 чёрная пешка · f5 чёрная пешка · d4 белая пешка · a2 белая пешка · b2 белая пешка · f2 белая пешка · g2 белая пешка · h2 белая пешка | a7 чёрная пешка · b7 чёрная пешка · c7 чёрная пешка · d7 чёрная пешка · h7 чёрная пешка · f5 чёрная пешка · d4 белая пешка · a2 белая пешка · b2 белая пешка · f2 белая пешка · g2 белая пешка · h2 белая пешка | a7 чёрная пешка · b7 чёрная пешка · c7 чёрная пешка · d7 чёрная пешка · h7 чёрная пешка · f5 чёрная пешка · d4 белая пешка · a2 белая пешка · b2 белая пешка · f2 белая пешка · g2 белая пешка · h2 белая пешка | 1 |
|   | a | b | c | d | e | f | g | h |   |

|   | a | b | c | d | e | f | g | h |   |
| - | --- | --- | --- | --- | --- | --- | --- | --- | - |
| 8 | a8 чёрная ладья · d8 чёрный ферзь · f8 чёрная ладья · g8 чёрный король · b7 чёрный слон · e7 чёрный слон · f7 чёрная пешка · g7 чёрная пешка · h7 чёрная пешка · a6 чёрная пешка · c6 чёрный конь · e6 чёрная пешка · f6 чёрный конь · b5 чёрная пешка · g5 белый слон · d4 белая пешка · b3 белый слон · c3 белый конь · f3 белый конь · a2 белая пешка · b2 белая пешка · e2 белый ферзь · f2 белая пешка · g2 белая пешка · h2 белая пешка · d1 белая ладья · e1 белая ладья · g1 белый король | a8 чёрная ладья · d8 чёрный ферзь · f8 чёрная ладья · g8 чёрный король · b7 чёрный слон · e7 чёрный слон · f7 чёрная пешка · g7 чёрная пешка · h7 чёрная пешка · a6 чёрная пешка · c6 чёрный конь · e6 чёрная пешка · f6 чёрный конь · b5 чёрная пешка · g5 белый слон · d4 белая пешка · b3 белый слон · c3 белый конь · f3 белый конь · a2 белая пешка · b2 белая пешка · e2 белый ферзь · f2 белая пешка · g2 белая пешка · h2 белая пешка · d1 белая ладья · e1 белая ладья · g1 белый король | a8 чёрная ладья · d8 чёрный ферзь · f8 чёрная ладья · g8 чёрный король · b7 чёрный слон · e7 чёрный слон · f7 чёрная пешка · g7 чёрная пешка · h7 чёрная пешка · a6 чёрная пешка · c6 чёрный конь · e6 чёрная пешка · f6 чёрный конь · b5 чёрная пешка · g5 белый слон · d4 белая пешка · b3 белый слон · c3 белый конь · f3 белый конь · a2 белая пешка · b2 белая пешка · e2 белый ферзь · f2 белая пешка · g2 белая пешка · h2 белая пешка · d1 белая ладья · e1 белая ладья · g1 белый король | a8 чёрная ладья · d8 чёрный ферзь · f8 чёрная ладья · g8 чёрный король · b7 чёрный слон · e7 чёрный слон · f7 чёрная пешка · g7 чёрная пешка · h7 чёрная пешка · a6 чёрная пешка · c6 чёрный конь · e6 чёрная пешка · f6 чёрный конь · b5 чёрная пешка · g5 белый слон · d4 белая пешка · b3 белый слон · c3 белый конь · f3 белый конь · a2 белая пешка · b2 белая пешка · e2 белый ферзь · f2 белая пешка · g2 белая пешка · h2 белая пешка · d1 белая ладья · e1 белая ладья · g1 белый король | a8 чёрная ладья · d8 чёрный ферзь · f8 чёрная ладья · g8 чёрный король · b7 чёрный слон · e7 чёрный слон · f7 чёрная пешка · g7 чёрная пешка · h7 чёрная пешка · a6 чёрная пешка · c6 чёрный конь · e6 чёрная пешка · f6 чёрный конь · b5 чёрная пешка · g5 белый слон · d4 белая пешка · b3 белый слон · c3 белый конь · f3 белый конь · a2 белая пешка · b2 белая пешка · e2 белый ферзь · f2 белая пешка · g2 белая пешка · h2 белая пешка · d1 белая ладья · e1 белая ладья · g1 белый король | a8 чёрная ладья · d8 чёрный ферзь · f8 чёрная ладья · g8 чёрный король · b7 чёрный слон · e7 чёрный слон · f7 чёрная пешка · g7 чёрная пешка · h7 чёрная пешка · a6 чёрная пешка · c6 чёрный конь · e6 чёрная пешка · f6 чёрный конь · b5 чёрная пешка · g5 белый слон · d4 белая пешка · b3 белый слон · c3 белый конь · f3 белый конь · a2 белая пешка · b2 белая пешка · e2 белый ферзь · f2 белая пешка · g2 белая пешка · h2 белая пешка · d1 белая ладья · e1 белая ладья · g1 белый король | a8 чёрная ладья · d8 чёрный ферзь · f8 чёрная ладья · g8 чёрный король · b7 чёрный слон · e7 чёрный слон · f7 чёрная пешка · g7 чёрная пешка · h7 чёрная пешка · a6 чёрная пешка · c6 чёрный конь · e6 чёрная пешка · f6 чёрный конь · b5 чёрная пешка · g5 белый слон · d4 белая пешка · b3 белый слон · c3 белый конь · f3 белый конь · a2 белая пешка · b2 белая пешка · e2 белый ферзь · f2 белая пешка · g2 белая пешка · h2 белая пешка · d1 белая ладья · e1 белая ладья · g1 белый король | a8 чёрная ладья · d8 чёрный ферзь · f8 чёрная ладья · g8 чёрный король · b7 чёрный слон · e7 чёрный слон · f7 чёрная пешка · g7 чёрная пешка · h7 чёрная пешка · a6 чёрная пешка · c6 чёрный конь · e6 чёрная пешка · f6 чёрный конь · b5 чёрная пешка · g5 белый слон · d4 белая пешка · b3 белый слон · c3 белый конь · f3 белый конь · a2 белая пешка · b2 белая пешка · e2 белый ферзь · f2 белая пешка · g2 белая пешка · h2 белая пешка · d1 белая ладья · e1 белая ладья · g1 белый король | 8 |
| 7 | a8 чёрная ладья · d8 чёрный ферзь · f8 чёрная ладья · g8 чёрный король · b7 чёрный слон · e7 чёрный слон · f7 чёрная пешка · g7 чёрная пешка · h7 чёрная пешка · a6 чёрная пешка · c6 чёрный конь · e6 чёрная пешка · f6 чёрный конь · b5 чёрная пешка · g5 белый слон · d4 белая пешка · b3 белый слон · c3 белый конь · f3 белый конь · a2 белая пешка · b2 белая пешка · e2 белый ферзь · f2 белая пешка · g2 белая пешка · h2 белая пешка · d1 белая ладья · e1 белая ладья · g1 белый король | a8 чёрная ладья · d8 чёрный ферзь · f8 чёрная ладья · g8 чёрный король · b7 чёрный слон · e7 чёрный слон · f7 чёрная пешка · g7 чёрная пешка · h7 чёрная пешка · a6 чёрная пешка · c6 чёрный конь · e6 чёрная пешка · f6 чёрный конь · b5 чёрная пешка · g5 белый слон · d4 белая пешка · b3 белый слон · c3 белый конь · f3 белый конь · a2 белая пешка · b2 белая пешка · e2 белый ферзь · f2 белая пешка · g2 белая пешка · h2 белая пешка · d1 белая ладья · e1 белая ладья · g1 белый король | a8 чёрная ладья · d8 чёрный ферзь · f8 чёрная ладья · g8 чёрный король · b7 чёрный слон · e7 чёрный слон · f7 чёрная пешка · g7 чёрная пешка · h7 чёрная пешка · a6 чёрная пешка · c6 чёрный конь · e6 чёрная пешка · f6 чёрный конь · b5 чёрная пешка · g5 белый слон · d4 белая пешка · b3 белый слон · c3 белый конь · f3 белый конь · a2 белая пешка · b2 белая пешка · e2 белый ферзь · f2 белая пешка · g2 белая пешка · h2 белая пешка · d1 белая ладья · e1 белая ладья · g1 белый король | a8 чёрная ладья · d8 чёрный ферзь · f8 чёрная ладья · g8 чёрный король · b7 чёрный слон · e7 чёрный слон · f7 чёрная пешка · g7 чёрная пешка · h7 чёрная пешка · a6 чёрная пешка · c6 чёрный конь · e6 чёрная пешка · f6 чёрный конь · b5 чёрная пешка · g5 белый слон · d4 белая пешка · b3 белый слон · c3 белый конь · f3 белый конь · a2 белая пешка · b2 белая пешка · e2 белый ферзь · f2 белая пешка · g2 белая пешка · h2 белая пешка · d1 белая ладья · e1 белая ладья · g1 белый король | a8 чёрная ладья · d8 чёрный ферзь · f8 чёрная ладья · g8 чёрный король · b7 чёрный слон · e7 чёрный слон · f7 чёрная пешка · g7 чёрная пешка · h7 чёрная пешка · a6 чёрная пешка · c6 чёрный конь · e6 чёрная пешка · f6 чёрный конь · b5 чёрная пешка · g5 белый слон · d4 белая пешка · b3 белый слон · c3 белый конь · f3 белый конь · a2 белая пешка · b2 белая пешка · e2 белый ферзь · f2 белая пешка · g2 белая пешка · h2 белая пешка · d1 белая ладья · e1 белая ладья · g1 белый король | a8 чёрная ладья · d8 чёрный ферзь · f8 чёрная ладья · g8 чёрный король · b7 чёрный слон · e7 чёрный слон · f7 чёрная пешка · g7 чёрная пешка · h7 чёрная пешка · a6 чёрная пешка · c6 чёрный конь · e6 чёрная пешка · f6 чёрный конь · b5 чёрная пешка · g5 белый слон · d4 белая пешка · b3 белый слон · c3 белый конь · f3 белый конь · a2 белая пешка · b2 белая пешка · e2 белый ферзь · f2 белая пешка · g2 белая пешка · h2 белая пешка · d1 белая ладья · e1 белая ладья · g1 белый король | a8 чёрная ладья · d8 чёрный ферзь · f8 чёрная ладья · g8 чёрный король · b7 чёрный слон · e7 чёрный слон · f7 чёрная пешка · g7 чёрная пешка · h7 чёрная пешка · a6 чёрная пешка · c6 чёрный конь · e6 чёрная пешка · f6 чёрный конь · b5 чёрная пешка · g5 белый слон · d4 белая пешка · b3 белый слон · c3 белый конь · f3 белый конь · a2 белая пешка · b2 белая пешка · e2 белый ферзь · f2 белая пешка · g2 белая пешка · h2 белая пешка · d1 белая ладья · e1 белая ладья · g1 белый король | a8 чёрная ладья · d8 чёрный ферзь · f8 чёрная ладья · g8 чёрный король · b7 чёрный слон · e7 чёрный слон · f7 чёрная пешка · g7 чёрная пешка · h7 чёрная пешка · a6 чёрная пешка · c6 чёрный конь · e6 чёрная пешка · f6 чёрный конь · b5 чёрная пешка · g5 белый слон · d4 белая пешка · b3 белый слон · c3 белый конь · f3 белый конь · a2 белая пешка · b2 белая пешка · e2 белый ферзь · f2 белая пешка · g2 белая пешка · h2 белая пешка · d1 белая ладья · e1 белая ладья · g1 белый король | 7 |
| 6 | a8 чёрная ладья · d8 чёрный ферзь · f8 чёрная ладья · g8 чёрный король · b7 чёрный слон · e7 чёрный слон · f7 чёрная пешка · g7 чёрная пешка · h7 чёрная пешка · a6 чёрная пешка · c6 чёрный конь · e6 чёрная пешка · f6 чёрный конь · b5 чёрная пешка · g5 белый слон · d4 белая пешка · b3 белый слон · c3 белый конь · f3 белый конь · a2 белая пешка · b2 белая пешка · e2 белый ферзь · f2 белая пешка · g2 белая пешка · h2 белая пешка · d1 белая ладья · e1 белая ладья · g1 белый король | a8 чёрная ладья · d8 чёрный ферзь · f8 чёрная ладья · g8 чёрный король · b7 чёрный слон · e7 чёрный слон · f7 чёрная пешка · g7 чёрная пешка · h7 чёрная пешка · a6 чёрная пешка · c6 чёрный конь · e6 чёрная пешка · f6 чёрный конь · b5 чёрная пешка · g5 белый слон · d4 белая пешка · b3 белый слон · c3 белый конь · f3 белый конь · a2 белая пешка · b2 белая пешка · e2 белый ферзь · f2 белая пешка · g2 белая пешка · h2 белая пешка · d1 белая ладья · e1 белая ладья · g1 белый король | a8 чёрная ладья · d8 чёрный ферзь · f8 чёрная ладья · g8 чёрный король · b7 чёрный слон · e7 чёрный слон · f7 чёрная пешка · g7 чёрная пешка · h7 чёрная пешка · a6 чёрная пешка · c6 чёрный конь · e6 чёрная пешка · f6 чёрный конь · b5 чёрная пешка · g5 белый слон · d4 белая пешка · b3 белый слон · c3 белый конь · f3 белый конь · a2 белая пешка · b2 белая пешка · e2 белый ферзь · f2 белая пешка · g2 белая пешка · h2 белая пешка · d1 белая ладья · e1 белая ладья · g1 белый король | a8 чёрная ладья · d8 чёрный ферзь · f8 чёрная ладья · g8 чёрный король · b7 чёрный слон · e7 чёрный слон · f7 чёрная пешка · g7 чёрная пешка · h7 чёрная пешка · a6 чёрная пешка · c6 чёрный конь · e6 чёрная пешка · f6 чёрный конь · b5 чёрная пешка · g5 белый слон · d4 белая пешка · b3 белый слон · c3 белый конь · f3 белый конь · a2 белая пешка · b2 белая пешка · e2 белый ферзь · f2 белая пешка · g2 белая пешка · h2 белая пешка · d1 белая ладья · e1 белая ладья · g1 белый король | a8 чёрная ладья · d8 чёрный ферзь · f8 чёрная ладья · g8 чёрный король · b7 чёрный слон · e7 чёрный слон · f7 чёрная пешка · g7 чёрная пешка · h7 чёрная пешка · a6 чёрная пешка · c6 чёрный конь · e6 чёрная пешка · f6 чёрный конь · b5 чёрная пешка · g5 белый слон · d4 белая пешка · b3 белый слон · c3 белый конь · f3 белый конь · a2 белая пешка · b2 белая пешка · e2 белый ферзь · f2 белая пешка · g2 белая пешка · h2 белая пешка · d1 белая ладья · e1 белая ладья · g1 белый король | a8 чёрная ладья · d8 чёрный ферзь · f8 чёрная ладья · g8 чёрный король · b7 чёрный слон · e7 чёрный слон · f7 чёрная пешка · g7 чёрная пешка · h7 чёрная пешка · a6 чёрная пешка · c6 чёрный конь · e6 чёрная пешка · f6 чёрный конь · b5 чёрная пешка · g5 белый слон · d4 белая пешка · b3 белый слон · c3 белый конь · f3 белый конь · a2 белая пешка · b2 белая пешка · e2 белый ферзь · f2 белая пешка · g2 белая пешка · h2 белая пешка · d1 белая ладья · e1 белая ладья · g1 белый король | a8 чёрная ладья · d8 чёрный ферзь · f8 чёрная ладья · g8 чёрный король · b7 чёрный слон · e7 чёрный слон · f7 чёрная пешка · g7 чёрная пешка · h7 чёрная пешка · a6 чёрная пешка · c6 чёрный конь · e6 чёрная пешка · f6 чёрный конь · b5 чёрная пешка · g5 белый слон · d4 белая пешка · b3 белый слон · c3 белый конь · f3 белый конь · a2 белая пешка · b2 белая пешка · e2 белый ферзь · f2 белая пешка · g2 белая пешка · h2 белая пешка · d1 белая ладья · e1 белая ладья · g1 белый король | a8 чёрная ладья · d8 чёрный ферзь · f8 чёрная ладья · g8 чёрный король · b7 чёрный слон · e7 чёрный слон · f7 чёрная пешка · g7 чёрная пешка · h7 чёрная пешка · a6 чёрная пешка · c6 чёрный конь · e6 чёрная пешка · f6 чёрный конь · b5 чёрная пешка · g5 белый слон · d4 белая пешка · b3 белый слон · c3 белый конь · f3 белый конь · a2 белая пешка · b2 белая пешка · e2 белый ферзь · f2 белая пешка · g2 белая пешка · h2 белая пешка · d1 белая ладья · e1 белая ладья · g1 белый король | 6 |
| 5 | a8 чёрная ладья · d8 чёрный ферзь · f8 чёрная ладья · g8 чёрный король · b7 чёрный слон · e7 чёрный слон · f7 чёрная пешка · g7 чёрная пешка · h7 чёрная пешка · a6 чёрная пешка · c6 чёрный конь · e6 чёрная пешка · f6 чёрный конь · b5 чёрная пешка · g5 белый слон · d4 белая пешка · b3 белый слон · c3 белый конь · f3 белый конь · a2 белая пешка · b2 белая пешка · e2 белый ферзь · f2 белая пешка · g2 белая пешка · h2 белая пешка · d1 белая ладья · e1 белая ладья · g1 белый король | a8 чёрная ладья · d8 чёрный ферзь · f8 чёрная ладья · g8 чёрный король · b7 чёрный слон · e7 чёрный слон · f7 чёрная пешка · g7 чёрная пешка · h7 чёрная пешка · a6 чёрная пешка · c6 чёрный конь · e6 чёрная пешка · f6 чёрный конь · b5 чёрная пешка · g5 белый слон · d4 белая пешка · b3 белый слон · c3 белый конь · f3 белый конь · a2 белая пешка · b2 белая пешка · e2 белый ферзь · f2 белая пешка · g2 белая пешка · h2 белая пешка · d1 белая ладья · e1 белая ладья · g1 белый король | a8 чёрная ладья · d8 чёрный ферзь · f8 чёрная ладья · g8 чёрный король · b7 чёрный слон · e7 чёрный слон · f7 чёрная пешка · g7 чёрная пешка · h7 чёрная пешка · a6 чёрная пешка · c6 чёрный конь · e6 чёрная пешка · f6 чёрный конь · b5 чёрная пешка · g5 белый слон · d4 белая пешка · b3 белый слон · c3 белый конь · f3 белый конь · a2 белая пешка · b2 белая пешка · e2 белый ферзь · f2 белая пешка · g2 белая пешка · h2 белая пешка · d1 белая ладья · e1 белая ладья · g1 белый король | a8 чёрная ладья · d8 чёрный ферзь · f8 чёрная ладья · g8 чёрный король · b7 чёрный слон · e7 чёрный слон · f7 чёрная пешка · g7 чёрная пешка · h7 чёрная пешка · a6 чёрная пешка · c6 чёрный конь · e6 чёрная пешка · f6 чёрный конь · b5 чёрная пешка · g5 белый слон · d4 белая пешка · b3 белый слон · c3 белый конь · f3 белый конь · a2 белая пешка · b2 белая пешка · e2 белый ферзь · f2 белая пешка · g2 белая пешка · h2 белая пешка · d1 белая ладья · e1 белая ладья · g1 белый король | a8 чёрная ладья · d8 чёрный ферзь · f8 чёрная ладья · g8 чёрный король · b7 чёрный слон · e7 чёрный слон · f7 чёрная пешка · g7 чёрная пешка · h7 чёрная пешка · a6 чёрная пешка · c6 чёрный конь · e6 чёрная пешка · f6 чёрный конь · b5 чёрная пешка · g5 белый слон · d4 белая пешка · b3 белый слон · c3 белый конь · f3 белый конь · a2 белая пешка · b2 белая пешка · e2 белый ферзь · f2 белая пешка · g2 белая пешка · h2 белая пешка · d1 белая ладья · e1 белая ладья · g1 белый король | a8 чёрная ладья · d8 чёрный ферзь · f8 чёрная ладья · g8 чёрный король · b7 чёрный слон · e7 чёрный слон · f7 чёрная пешка · g7 чёрная пешка · h7 чёрная пешка · a6 чёрная пешка · c6 чёрный конь · e6 чёрная пешка · f6 чёрный конь · b5 чёрная пешка · g5 белый слон · d4 белая пешка · b3 белый слон · c3 белый конь · f3 белый конь · a2 белая пешка · b2 белая пешка · e2 белый ферзь · f2 белая пешка · g2 белая пешка · h2 белая пешка · d1 белая ладья · e1 белая ладья · g1 белый король | a8 чёрная ладья · d8 чёрный ферзь · f8 чёрная ладья · g8 чёрный король · b7 чёрный слон · e7 чёрный слон · f7 чёрная пешка · g7 чёрная пешка · h7 чёрная пешка · a6 чёрная пешка · c6 чёрный конь · e6 чёрная пешка · f6 чёрный конь · b5 чёрная пешка · g5 белый слон · d4 белая пешка · b3 белый слон · c3 белый конь · f3 белый конь · a2 белая пешка · b2 белая пешка · e2 белый ферзь · f2 белая пешка · g2 белая пешка · h2 белая пешка · d1 белая ладья · e1 белая ладья · g1 белый король | a8 чёрная ладья · d8 чёрный ферзь · f8 чёрная ладья · g8 чёрный король · b7 чёрный слон · e7 чёрный слон · f7 чёрная пешка · g7 чёрная пешка · h7 чёрная пешка · a6 чёрная пешка · c6 чёрный конь · e6 чёрная пешка · f6 чёрный конь · b5 чёрная пешка · g5 белый слон · d4 белая пешка · b3 белый слон · c3 белый конь · f3 белый конь · a2 белая пешка · b2 белая пешка · e2 белый ферзь · f2 белая пешка · g2 белая пешка · h2 белая пешка · d1 белая ладья · e1 белая ладья · g1 белый король | 5 |
| 4 | a8 чёрная ладья · d8 чёрный ферзь · f8 чёрная ладья · g8 чёрный король · b7 чёрный слон · e7 чёрный слон · f7 чёрная пешка · g7 чёрная пешка · h7 чёрная пешка · a6 чёрная пешка · c6 чёрный конь · e6 чёрная пешка · f6 чёрный конь · b5 чёрная пешка · g5 белый слон · d4 белая пешка · b3 белый слон · c3 белый конь · f3 белый конь · a2 белая пешка · b2 белая пешка · e2 белый ферзь · f2 белая пешка · g2 белая пешка · h2 белая пешка · d1 белая ладья · e1 белая ладья · g1 белый король | a8 чёрная ладья · d8 чёрный ферзь · f8 чёрная ладья · g8 чёрный король · b7 чёрный слон · e7 чёрный слон · f7 чёрная пешка · g7 чёрная пешка · h7 чёрная пешка · a6 чёрная пешка · c6 чёрный конь · e6 чёрная пешка · f6 чёрный конь · b5 чёрная пешка · g5 белый слон · d4 белая пешка · b3 белый слон · c3 белый конь · f3 белый конь · a2 белая пешка · b2 белая пешка · e2 белый ферзь · f2 белая пешка · g2 белая пешка · h2 белая пешка · d1 белая ладья · e1 белая ладья · g1 белый король | a8 чёрная ладья · d8 чёрный ферзь · f8 чёрная ладья · g8 чёрный король · b7 чёрный слон · e7 чёрный слон · f7 чёрная пешка · g7 чёрная пешка · h7 чёрная пешка · a6 чёрная пешка · c6 чёрный конь · e6 чёрная пешка · f6 чёрный конь · b5 чёрная пешка · g5 белый слон · d4 белая пешка · b3 белый слон · c3 белый конь · f3 белый конь · a2 белая пешка · b2 белая пешка · e2 белый ферзь · f2 белая пешка · g2 белая пешка · h2 белая пешка · d1 белая ладья · e1 белая ладья · g1 белый король | a8 чёрная ладья · d8 чёрный ферзь · f8 чёрная ладья · g8 чёрный король · b7 чёрный слон · e7 чёрный слон · f7 чёрная пешка · g7 чёрная пешка · h7 чёрная пешка · a6 чёрная пешка · c6 чёрный конь · e6 чёрная пешка · f6 чёрный конь · b5 чёрная пешка · g5 белый слон · d4 белая пешка · b3 белый слон · c3 белый конь · f3 белый конь · a2 белая пешка · b2 белая пешка · e2 белый ферзь · f2 белая пешка · g2 белая пешка · h2 белая пешка · d1 белая ладья · e1 белая ладья · g1 белый король | a8 чёрная ладья · d8 чёрный ферзь · f8 чёрная ладья · g8 чёрный король · b7 чёрный слон · e7 чёрный слон · f7 чёрная пешка · g7 чёрная пешка · h7 чёрная пешка · a6 чёрная пешка · c6 чёрный конь · e6 чёрная пешка · f6 чёрный конь · b5 чёрная пешка · g5 белый слон · d4 белая пешка · b3 белый слон · c3 белый конь · f3 белый конь · a2 белая пешка · b2 белая пешка · e2 белый ферзь · f2 белая пешка · g2 белая пешка · h2 белая пешка · d1 белая ладья · e1 белая ладья · g1 белый король | a8 чёрная ладья · d8 чёрный ферзь · f8 чёрная ладья · g8 чёрный король · b7 чёрный слон · e7 чёрный слон · f7 чёрная пешка · g7 чёрная пешка · h7 чёрная пешка · a6 чёрная пешка · c6 чёрный конь · e6 чёрная пешка · f6 чёрный конь · b5 чёрная пешка · g5 белый слон · d4 белая пешка · b3 белый слон · c3 белый конь · f3 белый конь · a2 белая пешка · b2 белая пешка · e2 белый ферзь · f2 белая пешка · g2 белая пешка · h2 белая пешка · d1 белая ладья · e1 белая ладья · g1 белый король | a8 чёрная ладья · d8 чёрный ферзь · f8 чёрная ладья · g8 чёрный король · b7 чёрный слон · e7 чёрный слон · f7 чёрная пешка · g7 чёрная пешка · h7 чёрная пешка · a6 чёрная пешка · c6 чёрный конь · e6 чёрная пешка · f6 чёрный конь · b5 чёрная пешка · g5 белый слон · d4 белая пешка · b3 белый слон · c3 белый конь · f3 белый конь · a2 белая пешка · b2 белая пешка · e2 белый ферзь · f2 белая пешка · g2 белая пешка · h2 белая пешка · d1 белая ладья · e1 белая ладья · g1 белый король | a8 чёрная ладья · d8 чёрный ферзь · f8 чёрная ладья · g8 чёрный король · b7 чёрный слон · e7 чёрный слон · f7 чёрная пешка · g7 чёрная пешка · h7 чёрная пешка · a6 чёрная пешка · c6 чёрный конь · e6 чёрная пешка · f6 чёрный конь · b5 чёрная пешка · g5 белый слон · d4 белая пешка · b3 белый слон · c3 белый конь · f3 белый конь · a2 белая пешка · b2 белая пешка · e2 белый ферзь · f2 белая пешка · g2 белая пешка · h2 белая пешка · d1 белая ладья · e1 белая ладья · g1 белый король | 4 |
| 3 | a8 чёрная ладья · d8 чёрный ферзь · f8 чёрная ладья · g8 чёрный король · b7 чёрный слон · e7 чёрный слон · f7 чёрная пешка · g7 чёрная пешка · h7 чёрная пешка · a6 чёрная пешка · c6 чёрный конь · e6 чёрная пешка · f6 чёрный конь · b5 чёрная пешка · g5 белый слон · d4 белая пешка · b3 белый слон · c3 белый конь · f3 белый конь · a2 белая пешка · b2 белая пешка · e2 белый ферзь · f2 белая пешка · g2 белая пешка · h2 белая пешка · d1 белая ладья · e1 белая ладья · g1 белый король | a8 чёрная ладья · d8 чёрный ферзь · f8 чёрная ладья · g8 чёрный король · b7 чёрный слон · e7 чёрный слон · f7 чёрная пешка · g7 чёрная пешка · h7 чёрная пешка · a6 чёрная пешка · c6 чёрный конь · e6 чёрная пешка · f6 чёрный конь · b5 чёрная пешка · g5 белый слон · d4 белая пешка · b3 белый слон · c3 белый конь · f3 белый конь · a2 белая пешка · b2 белая пешка · e2 белый ферзь · f2 белая пешка · g2 белая пешка · h2 белая пешка · d1 белая ладья · e1 белая ладья · g1 белый король | a8 чёрная ладья · d8 чёрный ферзь · f8 чёрная ладья · g8 чёрный король · b7 чёрный слон · e7 чёрный слон · f7 чёрная пешка · g7 чёрная пешка · h7 чёрная пешка · a6 чёрная пешка · c6 чёрный конь · e6 чёрная пешка · f6 чёрный конь · b5 чёрная пешка · g5 белый слон · d4 белая пешка · b3 белый слон · c3 белый конь · f3 белый конь · a2 белая пешка · b2 белая пешка · e2 белый ферзь · f2 белая пешка · g2 белая пешка · h2 белая пешка · d1 белая ладья · e1 белая ладья · g1 белый король | a8 чёрная ладья · d8 чёрный ферзь · f8 чёрная ладья · g8 чёрный король · b7 чёрный слон · e7 чёрный слон · f7 чёрная пешка · g7 чёрная пешка · h7 чёрная пешка · a6 чёрная пешка · c6 чёрный конь · e6 чёрная пешка · f6 чёрный конь · b5 чёрная пешка · g5 белый слон · d4 белая пешка · b3 белый слон · c3 белый конь · f3 белый конь · a2 белая пешка · b2 белая пешка · e2 белый ферзь · f2 белая пешка · g2 белая пешка · h2 белая пешка · d1 белая ладья · e1 белая ладья · g1 белый король | a8 чёрная ладья · d8 чёрный ферзь · f8 чёрная ладья · g8 чёрный король · b7 чёрный слон · e7 чёрный слон · f7 чёрная пешка · g7 чёрная пешка · h7 чёрная пешка · a6 чёрная пешка · c6 чёрный конь · e6 чёрная пешка · f6 чёрный конь · b5 чёрная пешка · g5 белый слон · d4 белая пешка · b3 белый слон · c3 белый конь · f3 белый конь · a2 белая пешка · b2 белая пешка · e2 белый ферзь · f2 белая пешка · g2 белая пешка · h2 белая пешка · d1 белая ладья · e1 белая ладья · g1 белый король | a8 чёрная ладья · d8 чёрный ферзь · f8 чёрная ладья · g8 чёрный король · b7 чёрный слон · e7 чёрный слон · f7 чёрная пешка · g7 чёрная пешка · h7 чёрная пешка · a6 чёрная пешка · c6 чёрный конь · e6 чёрная пешка · f6 чёрный конь · b5 чёрная пешка · g5 белый слон · d4 белая пешка · b3 белый слон · c3 белый конь · f3 белый конь · a2 белая пешка · b2 белая пешка · e2 белый ферзь · f2 белая пешка · g2 белая пешка · h2 белая пешка · d1 белая ладья · e1 белая ладья · g1 белый король | a8 чёрная ладья · d8 чёрный ферзь · f8 чёрная ладья · g8 чёрный король · b7 чёрный слон · e7 чёрный слон · f7 чёрная пешка · g7 чёрная пешка · h7 чёрная пешка · a6 чёрная пешка · c6 чёрный конь · e6 чёрная пешка · f6 чёрный конь · b5 чёрная пешка · g5 белый слон · d4 белая пешка · b3 белый слон · c3 белый конь · f3 белый конь · a2 белая пешка · b2 белая пешка · e2 белый ферзь · f2 белая пешка · g2 белая пешка · h2 белая пешка · d1 белая ладья · e1 белая ладья · g1 белый король | a8 чёрная ладья · d8 чёрный ферзь · f8 чёрная ладья · g8 чёрный король · b7 чёрный слон · e7 чёрный слон · f7 чёрная пешка · g7 чёрная пешка · h7 чёрная пешка · a6 чёрная пешка · c6 чёрный конь · e6 чёрная пешка · f6 чёрный конь · b5 чёрная пешка · g5 белый слон · d4 белая пешка · b3 белый слон · c3 белый конь · f3 белый конь · a2 белая пешка · b2 белая пешка · e2 белый ферзь · f2 белая пешка · g2 белая пешка · h2 белая пешка · d1 белая ладья · e1 белая ладья · g1 белый король | 3 |
| 2 | a8 чёрная ладья · d8 чёрный ферзь · f8 чёрная ладья · g8 чёрный король · b7 чёрный слон · e7 чёрный слон · f7 чёрная пешка · g7 чёрная пешка · h7 чёрная пешка · a6 чёрная пешка · c6 чёрный конь · e6 чёрная пешка · f6 чёрный конь · b5 чёрная пешка · g5 белый слон · d4 белая пешка · b3 белый слон · c3 белый конь · f3 белый конь · a2 белая пешка · b2 белая пешка · e2 белый ферзь · f2 белая пешка · g2 белая пешка · h2 белая пешка · d1 белая ладья · e1 белая ладья · g1 белый король | a8 чёрная ладья · d8 чёрный ферзь · f8 чёрная ладья · g8 чёрный король · b7 чёрный слон · e7 чёрный слон · f7 чёрная пешка · g7 чёрная пешка · h7 чёрная пешка · a6 чёрная пешка · c6 чёрный конь · e6 чёрная пешка · f6 чёрный конь · b5 чёрная пешка · g5 белый слон · d4 белая пешка · b3 белый слон · c3 белый конь · f3 белый конь · a2 белая пешка · b2 белая пешка · e2 белый ферзь · f2 белая пешка · g2 белая пешка · h2 белая пешка · d1 белая ладья · e1 белая ладья · g1 белый король | a8 чёрная ладья · d8 чёрный ферзь · f8 чёрная ладья · g8 чёрный король · b7 чёрный слон · e7 чёрный слон · f7 чёрная пешка · g7 чёрная пешка · h7 чёрная пешка · a6 чёрная пешка · c6 чёрный конь · e6 чёрная пешка · f6 чёрный конь · b5 чёрная пешка · g5 белый слон · d4 белая пешка · b3 белый слон · c3 белый конь · f3 белый конь · a2 белая пешка · b2 белая пешка · e2 белый ферзь · f2 белая пешка · g2 белая пешка · h2 белая пешка · d1 белая ладья · e1 белая ладья · g1 белый король | a8 чёрная ладья · d8 чёрный ферзь · f8 чёрная ладья · g8 чёрный король · b7 чёрный слон · e7 чёрный слон · f7 чёрная пешка · g7 чёрная пешка · h7 чёрная пешка · a6 чёрная пешка · c6 чёрный конь · e6 чёрная пешка · f6 чёрный конь · b5 чёрная пешка · g5 белый слон · d4 белая пешка · b3 белый слон · c3 белый конь · f3 белый конь · a2 белая пешка · b2 белая пешка · e2 белый ферзь · f2 белая пешка · g2 белая пешка · h2 белая пешка · d1 белая ладья · e1 белая ладья · g1 белый король | a8 чёрная ладья · d8 чёрный ферзь · f8 чёрная ладья · g8 чёрный король · b7 чёрный слон · e7 чёрный слон · f7 чёрная пешка · g7 чёрная пешка · h7 чёрная пешка · a6 чёрная пешка · c6 чёрный конь · e6 чёрная пешка · f6 чёрный конь · b5 чёрная пешка · g5 белый слон · d4 белая пешка · b3 белый слон · c3 белый конь · f3 белый конь · a2 белая пешка · b2 белая пешка · e2 белый ферзь · f2 белая пешка · g2 белая пешка · h2 белая пешка · d1 белая ладья · e1 белая ладья · g1 белый король | a8 чёрная ладья · d8 чёрный ферзь · f8 чёрная ладья · g8 чёрный король · b7 чёрный слон · e7 чёрный слон · f7 чёрная пешка · g7 чёрная пешка · h7 чёрная пешка · a6 чёрная пешка · c6 чёрный конь · e6 чёрная пешка · f6 чёрный конь · b5 чёрная пешка · g5 белый слон · d4 белая пешка · b3 белый слон · c3 белый конь · f3 белый конь · a2 белая пешка · b2 белая пешка · e2 белый ферзь · f2 белая пешка · g2 белая пешка · h2 белая пешка · d1 белая ладья · e1 белая ладья · g1 белый король | a8 чёрная ладья · d8 чёрный ферзь · f8 чёрная ладья · g8 чёрный король · b7 чёрный слон · e7 чёрный слон · f7 чёрная пешка · g7 чёрная пешка · h7 чёрная пешка · a6 чёрная пешка · c6 чёрный конь · e6 чёрная пешка · f6 чёрный конь · b5 чёрная пешка · g5 белый слон · d4 белая пешка · b3 белый слон · c3 белый конь · f3 белый конь · a2 белая пешка · b2 белая пешка · e2 белый ферзь · f2 белая пешка · g2 белая пешка · h2 белая пешка · d1 белая ладья · e1 белая ладья · g1 белый король | a8 чёрная ладья · d8 чёрный ферзь · f8 чёрная ладья · g8 чёрный король · b7 чёрный слон · e7 чёрный слон · f7 чёрная пешка · g7 чёрная пешка · h7 чёрная пешка · a6 чёрная пешка · c6 чёрный конь · e6 чёрная пешка · f6 чёрный конь · b5 чёрная пешка · g5 белый слон · d4 белая пешка · b3 белый слон · c3 белый конь · f3 белый конь · a2 белая пешка · b2 белая пешка · e2 белый ферзь · f2 белая пешка · g2 белая пешка · h2 белая пешка · d1 белая ладья · e1 белая ладья · g1 белый король | 2 |
| 1 | a8 чёрная ладья · d8 чёрный ферзь · f8 чёрная ладья · g8 чёрный король · b7 чёрный слон · e7 чёрный слон · f7 чёрная пешка · g7 чёрная пешка · h7 чёрная пешка · a6 чёрная пешка · c6 чёрный конь · e6 чёрная пешка · f6 чёрный конь · b5 чёрная пешка · g5 белый слон · d4 белая пешка · b3 белый слон · c3 белый конь · f3 белый конь · a2 белая пешка · b2 белая пешка · e2 белый ферзь · f2 белая пешка · g2 белая пешка · h2 белая пешка · d1 белая ладья · e1 белая ладья · g1 белый король | a8 чёрная ладья · d8 чёрный ферзь · f8 чёрная ладья · g8 чёрный король · b7 чёрный слон · e7 чёрный слон · f7 чёрная пешка · g7 чёрная пешка · h7 чёрная пешка · a6 чёрная пешка · c6 чёрный конь · e6 чёрная пешка · f6 чёрный конь · b5 чёрная пешка · g5 белый слон · d4 белая пешка · b3 белый слон · c3 белый конь · f3 белый конь · a2 белая пешка · b2 белая пешка · e2 белый ферзь · f2 белая пешка · g2 белая пешка · h2 белая пешка · d1 белая ладья · e1 белая ладья · g1 белый король | a8 чёрная ладья · d8 чёрный ферзь · f8 чёрная ладья · g8 чёрный король · b7 чёрный слон · e7 чёрный слон · f7 чёрная пешка · g7 чёрная пешка · h7 чёрная пешка · a6 чёрная пешка · c6 чёрный конь · e6 чёрная пешка · f6 чёрный конь · b5 чёрная пешка · g5 белый слон · d4 белая пешка · b3 белый слон · c3 белый конь · f3 белый конь · a2 белая пешка · b2 белая пешка · e2 белый ферзь · f2 белая пешка · g2 белая пешка · h2 белая пешка · d1 белая ладья · e1 белая ладья · g1 белый король | a8 чёрная ладья · d8 чёрный ферзь · f8 чёрная ладья · g8 чёрный король · b7 чёрный слон · e7 чёрный слон · f7 чёрная пешка · g7 чёрная пешка · h7 чёрная пешка · a6 чёрная пешка · c6 чёрный конь · e6 чёрная пешка · f6 чёрный конь · b5 чёрная пешка · g5 белый слон · d4 белая пешка · b3 белый слон · c3 белый конь · f3 белый конь · a2 белая пешка · b2 белая пешка · e2 белый ферзь · f2 белая пешка · g2 белая пешка · h2 белая пешка · d1 белая ладья · e1 белая ладья · g1 белый король | a8 чёрная ладья · d8 чёрный ферзь · f8 чёрная ладья · g8 чёрный король · b7 чёрный слон · e7 чёрный слон · f7 чёрная пешка · g7 чёрная пешка · h7 чёрная пешка · a6 чёрная пешка · c6 чёрный конь · e6 чёрная пешка · f6 чёрный конь · b5 чёрная пешка · g5 белый слон · d4 белая пешка · b3 белый слон · c3 белый конь · f3 белый конь · a2 белая пешка · b2 белая пешка · e2 белый ферзь · f2 белая пешка · g2 белая пешка · h2 белая пешка · d1 белая ладья · e1 белая ладья · g1 белый король | a8 чёрная ладья · d8 чёрный ферзь · f8 чёрная ладья · g8 чёрный король · b7 чёрный слон · e7 чёрный слон · f7 чёрная пешка · g7 чёрная пешка · h7 чёрная пешка · a6 чёрная пешка · c6 чёрный конь · e6 чёрная пешка · f6 чёрный конь · b5 чёрная пешка · g5 белый слон · d4 белая пешка · b3 белый слон · c3 белый конь · f3 белый конь · a2 белая пешка · b2 белая пешка · e2 белый ферзь · f2 белая пешка · g2 белая пешка · h2 белая пешка · d1 белая ладья · e1 белая ладья · g1 белый король | a8 чёрная ладья · d8 чёрный ферзь · f8 чёрная ладья · g8 чёрный король · b7 чёрный слон · e7 чёрный слон · f7 чёрная пешка · g7 чёрная пешка · h7 чёрная пешка · a6 чёрная пешка · c6 чёрный конь · e6 чёрная пешка · f6 чёрный конь · b5 чёрная пешка · g5 белый слон · d4 белая пешка · b3 белый слон · c3 белый конь · f3 белый конь · a2 белая пешка · b2 белая пешка · e2 белый ферзь · f2 белая пешка · g2 белая пешка · h2 белая пешка · d1 белая ладья · e1 белая ладья · g1 белый король | a8 чёрная ладья · d8 чёрный ферзь · f8 чёрная ладья · g8 чёрный король · b7 чёрный слон · e7 чёрный слон · f7 чёрная пешка · g7 чёрная пешка · h7 чёрная пешка · a6 чёрная пешка · c6 чёрный конь · e6 чёрная пешка · f6 чёрный конь · b5 чёрная пешка · g5 белый слон · d4 белая пешка · b3 белый слон · c3 белый конь · f3 белый конь · a2 белая пешка · b2 белая пешка · e2 белый ферзь · f2 белая пешка · g2 белая пешка · h2 белая пешка · d1 белая ладья · e1 белая ладья · g1 белый король | 1 |
|   | a | b | c | d | e | f | g | h |   |

Изолированная пешка — важная проблема шахматной стратегии, имеющая большое практическое значение ввиду того, что позиции с изолированной пешкой могут возникнуть в большом количестве дебютов (список неполон):
Принятый ферзевый гамбит, ортодоксальная защита — 1. d4 d5 2. c4 dc 3. Kf3 Kf6 4. e3 e6 5. C:c4 c5 6. 0-0 Kc6 7. Фе2 cd 8. Лd1 Ce7 9. ed;
Улучшенная защита Тарраша — 1. d4 d5 2. c4 e6 3. Kc3 Kf6 4. Kf3 c5 5. cd K:d5 6. e3 Kc6 7. Cd3 cd 8 ed;
Защита Каро — Канн, атака Панова — 1.e4 c6 2.d4 d5 3. ed cd 4. c4 e6 5. Kc3 Кf6 6. Kf3 Ce7 7. cd K:d5;
Сицилианская защита, вариант Алапина — 1. e4 c5 2. c3 d5 3. ed Ф:d5 4. d4 e6 5. Kf3 Kf6 6. Cd3 Ce7 7. 0-0 0-0 8.Фе2 cd 9. cd;
Французская защита, система Тарраша — 1. e4 e6 2. d4 d5 3. Kd2 c5 4. ed ed 5. Cb5+ Kc6 6. Kgf3 Cd6 7. dc C:c5;
и т. д.
Наличие изолированной пешки — одновременно и сильная, и слабая сторона позиции. Сила изолированной пешки в том, что она обеспечивает устойчивый пространственный перевес, а также перевес в мобильности — так как на соседних вертикалях нет пешек, то дальнобойные фигуры — ферзя, ладьи и слонов — легко перебрасывать с фланга на фланг. Слабость же изолированной пешки — она не может быть поддержана пешками с соседних вертикалей, поэтому её защита затруднена. Поэтому эту пешку часто удается блокировать, окружить фигурами, создать на неё сильный позиционный нажим и или выиграть, или в значительной мере сковать фигуры противника защитой изолированной пешки. Подобная борьба и составляет проблему изолированной пешки в шахматах.
Стоит заметить, что вышесказанное в полной мере относится к центральным изолированным пешкам (на вертикалях d и e). Фланговая изолированная пешка во многом больше слабость, чем сила, поскольку, сохраняя все недостатки, она в какой-то мере теряет преимущества — на практике открытые или полуоткрытые вертикали на фланге гораздо реже оказываются столь же полезными, как в центре.
По мере продвижения к эндшпилю роль изолированной пешки меняется, и обычно она становится серьёзной обузой для стороны, её имеющей. Изолированная пешка — серьёзный объект для атаки во всех видах эндшпилей — от ферзевых до пешечных.

## Планы игры
|   | a | b | c | d | e | f | g | h |   |
| - | --- | --- | --- | --- | --- | --- | --- | --- | - |
| 8 | d8 чёрная ладья · g8 чёрный король · a7 чёрная пешка · b7 чёрная пешка · d7 чёрная ладья · e7 чёрный слон · f7 чёрная пешка · g7 чёрная пешка · e6 чёрный слон · h6 чёрная пешка · b5 чёрный ферзь · d5 чёрная пешка · a3 белая пешка · c3 белый слон · d3 белая ладья · e3 белая пешка · f3 белый слон · b2 белая пешка · d2 белая ладья · f2 белая пешка · g2 белая пешка · h2 белая пешка · d1 белый ферзь · g1 белый король | d8 чёрная ладья · g8 чёрный король · a7 чёрная пешка · b7 чёрная пешка · d7 чёрная ладья · e7 чёрный слон · f7 чёрная пешка · g7 чёрная пешка · e6 чёрный слон · h6 чёрная пешка · b5 чёрный ферзь · d5 чёрная пешка · a3 белая пешка · c3 белый слон · d3 белая ладья · e3 белая пешка · f3 белый слон · b2 белая пешка · d2 белая ладья · f2 белая пешка · g2 белая пешка · h2 белая пешка · d1 белый ферзь · g1 белый король | d8 чёрная ладья · g8 чёрный король · a7 чёрная пешка · b7 чёрная пешка · d7 чёрная ладья · e7 чёрный слон · f7 чёрная пешка · g7 чёрная пешка · e6 чёрный слон · h6 чёрная пешка · b5 чёрный ферзь · d5 чёрная пешка · a3 белая пешка · c3 белый слон · d3 белая ладья · e3 белая пешка · f3 белый слон · b2 белая пешка · d2 белая ладья · f2 белая пешка · g2 белая пешка · h2 белая пешка · d1 белый ферзь · g1 белый король | d8 чёрная ладья · g8 чёрный король · a7 чёрная пешка · b7 чёрная пешка · d7 чёрная ладья · e7 чёрный слон · f7 чёрная пешка · g7 чёрная пешка · e6 чёрный слон · h6 чёрная пешка · b5 чёрный ферзь · d5 чёрная пешка · a3 белая пешка · c3 белый слон · d3 белая ладья · e3 белая пешка · f3 белый слон · b2 белая пешка · d2 белая ладья · f2 белая пешка · g2 белая пешка · h2 белая пешка · d1 белый ферзь · g1 белый король | d8 чёрная ладья · g8 чёрный король · a7 чёрная пешка · b7 чёрная пешка · d7 чёрная ладья · e7 чёрный слон · f7 чёрная пешка · g7 чёрная пешка · e6 чёрный слон · h6 чёрная пешка · b5 чёрный ферзь · d5 чёрная пешка · a3 белая пешка · c3 белый слон · d3 белая ладья · e3 белая пешка · f3 белый слон · b2 белая пешка · d2 белая ладья · f2 белая пешка · g2 белая пешка · h2 белая пешка · d1 белый ферзь · g1 белый король | d8 чёрная ладья · g8 чёрный король · a7 чёрная пешка · b7 чёрная пешка · d7 чёрная ладья · e7 чёрный слон · f7 чёрная пешка · g7 чёрная пешка · e6 чёрный слон · h6 чёрная пешка · b5 чёрный ферзь · d5 чёрная пешка · a3 белая пешка · c3 белый слон · d3 белая ладья · e3 белая пешка · f3 белый слон · b2 белая пешка · d2 белая ладья · f2 белая пешка · g2 белая пешка · h2 белая пешка · d1 белый ферзь · g1 белый король | d8 чёрная ладья · g8 чёрный король · a7 чёрная пешка · b7 чёрная пешка · d7 чёрная ладья · e7 чёрный слон · f7 чёрная пешка · g7 чёрная пешка · e6 чёрный слон · h6 чёрная пешка · b5 чёрный ферзь · d5 чёрная пешка · a3 белая пешка · c3 белый слон · d3 белая ладья · e3 белая пешка · f3 белый слон · b2 белая пешка · d2 белая ладья · f2 белая пешка · g2 белая пешка · h2 белая пешка · d1 белый ферзь · g1 белый король | d8 чёрная ладья · g8 чёрный король · a7 чёрная пешка · b7 чёрная пешка · d7 чёрная ладья · e7 чёрный слон · f7 чёрная пешка · g7 чёрная пешка · e6 чёрный слон · h6 чёрная пешка · b5 чёрный ферзь · d5 чёрная пешка · a3 белая пешка · c3 белый слон · d3 белая ладья · e3 белая пешка · f3 белый слон · b2 белая пешка · d2 белая ладья · f2 белая пешка · g2 белая пешка · h2 белая пешка · d1 белый ферзь · g1 белый король | 8 |
| 7 | d8 чёрная ладья · g8 чёрный король · a7 чёрная пешка · b7 чёрная пешка · d7 чёрная ладья · e7 чёрный слон · f7 чёрная пешка · g7 чёрная пешка · e6 чёрный слон · h6 чёрная пешка · b5 чёрный ферзь · d5 чёрная пешка · a3 белая пешка · c3 белый слон · d3 белая ладья · e3 белая пешка · f3 белый слон · b2 белая пешка · d2 белая ладья · f2 белая пешка · g2 белая пешка · h2 белая пешка · d1 белый ферзь · g1 белый король | d8 чёрная ладья · g8 чёрный король · a7 чёрная пешка · b7 чёрная пешка · d7 чёрная ладья · e7 чёрный слон · f7 чёрная пешка · g7 чёрная пешка · e6 чёрный слон · h6 чёрная пешка · b5 чёрный ферзь · d5 чёрная пешка · a3 белая пешка · c3 белый слон · d3 белая ладья · e3 белая пешка · f3 белый слон · b2 белая пешка · d2 белая ладья · f2 белая пешка · g2 белая пешка · h2 белая пешка · d1 белый ферзь · g1 белый король | d8 чёрная ладья · g8 чёрный король · a7 чёрная пешка · b7 чёрная пешка · d7 чёрная ладья · e7 чёрный слон · f7 чёрная пешка · g7 чёрная пешка · e6 чёрный слон · h6 чёрная пешка · b5 чёрный ферзь · d5 чёрная пешка · a3 белая пешка · c3 белый слон · d3 белая ладья · e3 белая пешка · f3 белый слон · b2 белая пешка · d2 белая ладья · f2 белая пешка · g2 белая пешка · h2 белая пешка · d1 белый ферзь · g1 белый король | d8 чёрная ладья · g8 чёрный король · a7 чёрная пешка · b7 чёрная пешка · d7 чёрная ладья · e7 чёрный слон · f7 чёрная пешка · g7 чёрная пешка · e6 чёрный слон · h6 чёрная пешка · b5 чёрный ферзь · d5 чёрная пешка · a3 белая пешка · c3 белый слон · d3 белая ладья · e3 белая пешка · f3 белый слон · b2 белая пешка · d2 белая ладья · f2 белая пешка · g2 белая пешка · h2 белая пешка · d1 белый ферзь · g1 белый король | d8 чёрная ладья · g8 чёрный король · a7 чёрная пешка · b7 чёрная пешка · d7 чёрная ладья · e7 чёрный слон · f7 чёрная пешка · g7 чёрная пешка · e6 чёрный слон · h6 чёрная пешка · b5 чёрный ферзь · d5 чёрная пешка · a3 белая пешка · c3 белый слон · d3 белая ладья · e3 белая пешка · f3 белый слон · b2 белая пешка · d2 белая ладья · f2 белая пешка · g2 белая пешка · h2 белая пешка · d1 белый ферзь · g1 белый король | d8 чёрная ладья · g8 чёрный король · a7 чёрная пешка · b7 чёрная пешка · d7 чёрная ладья · e7 чёрный слон · f7 чёрная пешка · g7 чёрная пешка · e6 чёрный слон · h6 чёрная пешка · b5 чёрный ферзь · d5 чёрная пешка · a3 белая пешка · c3 белый слон · d3 белая ладья · e3 белая пешка · f3 белый слон · b2 белая пешка · d2 белая ладья · f2 белая пешка · g2 белая пешка · h2 белая пешка · d1 белый ферзь · g1 белый король | d8 чёрная ладья · g8 чёрный король · a7 чёрная пешка · b7 чёрная пешка · d7 чёрная ладья · e7 чёрный слон · f7 чёрная пешка · g7 чёрная пешка · e6 чёрный слон · h6 чёрная пешка · b5 чёрный ферзь · d5 чёрная пешка · a3 белая пешка · c3 белый слон · d3 белая ладья · e3 белая пешка · f3 белый слон · b2 белая пешка · d2 белая ладья · f2 белая пешка · g2 белая пешка · h2 белая пешка · d1 белый ферзь · g1 белый король | d8 чёрная ладья · g8 чёрный король · a7 чёрная пешка · b7 чёрная пешка · d7 чёрная ладья · e7 чёрный слон · f7 чёрная пешка · g7 чёрная пешка · e6 чёрный слон · h6 чёрная пешка · b5 чёрный ферзь · d5 чёрная пешка · a3 белая пешка · c3 белый слон · d3 белая ладья · e3 белая пешка · f3 белый слон · b2 белая пешка · d2 белая ладья · f2 белая пешка · g2 белая пешка · h2 белая пешка · d1 белый ферзь · g1 белый король | 7 |
| 6 | d8 чёрная ладья · g8 чёрный король · a7 чёрная пешка · b7 чёрная пешка · d7 чёрная ладья · e7 чёрный слон · f7 чёрная пешка · g7 чёрная пешка · e6 чёрный слон · h6 чёрная пешка · b5 чёрный ферзь · d5 чёрная пешка · a3 белая пешка · c3 белый слон · d3 белая ладья · e3 белая пешка · f3 белый слон · b2 белая пешка · d2 белая ладья · f2 белая пешка · g2 белая пешка · h2 белая пешка · d1 белый ферзь · g1 белый король | d8 чёрная ладья · g8 чёрный король · a7 чёрная пешка · b7 чёрная пешка · d7 чёрная ладья · e7 чёрный слон · f7 чёрная пешка · g7 чёрная пешка · e6 чёрный слон · h6 чёрная пешка · b5 чёрный ферзь · d5 чёрная пешка · a3 белая пешка · c3 белый слон · d3 белая ладья · e3 белая пешка · f3 белый слон · b2 белая пешка · d2 белая ладья · f2 белая пешка · g2 белая пешка · h2 белая пешка · d1 белый ферзь · g1 белый король | d8 чёрная ладья · g8 чёрный король · a7 чёрная пешка · b7 чёрная пешка · d7 чёрная ладья · e7 чёрный слон · f7 чёрная пешка · g7 чёрная пешка · e6 чёрный слон · h6 чёрная пешка · b5 чёрный ферзь · d5 чёрная пешка · a3 белая пешка · c3 белый слон · d3 белая ладья · e3 белая пешка · f3 белый слон · b2 белая пешка · d2 белая ладья · f2 белая пешка · g2 белая пешка · h2 белая пешка · d1 белый ферзь · g1 белый король | d8 чёрная ладья · g8 чёрный король · a7 чёрная пешка · b7 чёрная пешка · d7 чёрная ладья · e7 чёрный слон · f7 чёрная пешка · g7 чёрная пешка · e6 чёрный слон · h6 чёрная пешка · b5 чёрный ферзь · d5 чёрная пешка · a3 белая пешка · c3 белый слон · d3 белая ладья · e3 белая пешка · f3 белый слон · b2 белая пешка · d2 белая ладья · f2 белая пешка · g2 белая пешка · h2 белая пешка · d1 белый ферзь · g1 белый король | d8 чёрная ладья · g8 чёрный король · a7 чёрная пешка · b7 чёрная пешка · d7 чёрная ладья · e7 чёрный слон · f7 чёрная пешка · g7 чёрная пешка · e6 чёрный слон · h6 чёрная пешка · b5 чёрный ферзь · d5 чёрная пешка · a3 белая пешка · c3 белый слон · d3 белая ладья · e3 белая пешка · f3 белый слон · b2 белая пешка · d2 белая ладья · f2 белая пешка · g2 белая пешка · h2 белая пешка · d1 белый ферзь · g1 белый король | d8 чёрная ладья · g8 чёрный король · a7 чёрная пешка · b7 чёрная пешка · d7 чёрная ладья · e7 чёрный слон · f7 чёрная пешка · g7 чёрная пешка · e6 чёрный слон · h6 чёрная пешка · b5 чёрный ферзь · d5 чёрная пешка · a3 белая пешка · c3 белый слон · d3 белая ладья · e3 белая пешка · f3 белый слон · b2 белая пешка · d2 белая ладья · f2 белая пешка · g2 белая пешка · h2 белая пешка · d1 белый ферзь · g1 белый король | d8 чёрная ладья · g8 чёрный король · a7 чёрная пешка · b7 чёрная пешка · d7 чёрная ладья · e7 чёрный слон · f7 чёрная пешка · g7 чёрная пешка · e6 чёрный слон · h6 чёрная пешка · b5 чёрный ферзь · d5 чёрная пешка · a3 белая пешка · c3 белый слон · d3 белая ладья · e3 белая пешка · f3 белый слон · b2 белая пешка · d2 белая ладья · f2 белая пешка · g2 белая пешка · h2 белая пешка · d1 белый ферзь · g1 белый король | d8 чёрная ладья · g8 чёрный король · a7 чёрная пешка · b7 чёрная пешка · d7 чёрная ладья · e7 чёрный слон · f7 чёрная пешка · g7 чёрная пешка · e6 чёрный слон · h6 чёрная пешка · b5 чёрный ферзь · d5 чёрная пешка · a3 белая пешка · c3 белый слон · d3 белая ладья · e3 белая пешка · f3 белый слон · b2 белая пешка · d2 белая ладья · f2 белая пешка · g2 белая пешка · h2 белая пешка · d1 белый ферзь · g1 белый король | 6 |
| 5 | d8 чёрная ладья · g8 чёрный король · a7 чёрная пешка · b7 чёрная пешка · d7 чёрная ладья · e7 чёрный слон · f7 чёрная пешка · g7 чёрная пешка · e6 чёрный слон · h6 чёрная пешка · b5 чёрный ферзь · d5 чёрная пешка · a3 белая пешка · c3 белый слон · d3 белая ладья · e3 белая пешка · f3 белый слон · b2 белая пешка · d2 белая ладья · f2 белая пешка · g2 белая пешка · h2 белая пешка · d1 белый ферзь · g1 белый король | d8 чёрная ладья · g8 чёрный король · a7 чёрная пешка · b7 чёрная пешка · d7 чёрная ладья · e7 чёрный слон · f7 чёрная пешка · g7 чёрная пешка · e6 чёрный слон · h6 чёрная пешка · b5 чёрный ферзь · d5 чёрная пешка · a3 белая пешка · c3 белый слон · d3 белая ладья · e3 белая пешка · f3 белый слон · b2 белая пешка · d2 белая ладья · f2 белая пешка · g2 белая пешка · h2 белая пешка · d1 белый ферзь · g1 белый король | d8 чёрная ладья · g8 чёрный король · a7 чёрная пешка · b7 чёрная пешка · d7 чёрная ладья · e7 чёрный слон · f7 чёрная пешка · g7 чёрная пешка · e6 чёрный слон · h6 чёрная пешка · b5 чёрный ферзь · d5 чёрная пешка · a3 белая пешка · c3 белый слон · d3 белая ладья · e3 белая пешка · f3 белый слон · b2 белая пешка · d2 белая ладья · f2 белая пешка · g2 белая пешка · h2 белая пешка · d1 белый ферзь · g1 белый король | d8 чёрная ладья · g8 чёрный король · a7 чёрная пешка · b7 чёрная пешка · d7 чёрная ладья · e7 чёрный слон · f7 чёрная пешка · g7 чёрная пешка · e6 чёрный слон · h6 чёрная пешка · b5 чёрный ферзь · d5 чёрная пешка · a3 белая пешка · c3 белый слон · d3 белая ладья · e3 белая пешка · f3 белый слон · b2 белая пешка · d2 белая ладья · f2 белая пешка · g2 белая пешка · h2 белая пешка · d1 белый ферзь · g1 белый король | d8 чёрная ладья · g8 чёрный король · a7 чёрная пешка · b7 чёрная пешка · d7 чёрная ладья · e7 чёрный слон · f7 чёрная пешка · g7 чёрная пешка · e6 чёрный слон · h6 чёрная пешка · b5 чёрный ферзь · d5 чёрная пешка · a3 белая пешка · c3 белый слон · d3 белая ладья · e3 белая пешка · f3 белый слон · b2 белая пешка · d2 белая ладья · f2 белая пешка · g2 белая пешка · h2 белая пешка · d1 белый ферзь · g1 белый король | d8 чёрная ладья · g8 чёрный король · a7 чёрная пешка · b7 чёрная пешка · d7 чёрная ладья · e7 чёрный слон · f7 чёрная пешка · g7 чёрная пешка · e6 чёрный слон · h6 чёрная пешка · b5 чёрный ферзь · d5 чёрная пешка · a3 белая пешка · c3 белый слон · d3 белая ладья · e3 белая пешка · f3 белый слон · b2 белая пешка · d2 белая ладья · f2 белая пешка · g2 белая пешка · h2 белая пешка · d1 белый ферзь · g1 белый король | d8 чёрная ладья · g8 чёрный король · a7 чёрная пешка · b7 чёрная пешка · d7 чёрная ладья · e7 чёрный слон · f7 чёрная пешка · g7 чёрная пешка · e6 чёрный слон · h6 чёрная пешка · b5 чёрный ферзь · d5 чёрная пешка · a3 белая пешка · c3 белый слон · d3 белая ладья · e3 белая пешка · f3 белый слон · b2 белая пешка · d2 белая ладья · f2 белая пешка · g2 белая пешка · h2 белая пешка · d1 белый ферзь · g1 белый король | d8 чёрная ладья · g8 чёрный король · a7 чёрная пешка · b7 чёрная пешка · d7 чёрная ладья · e7 чёрный слон · f7 чёрная пешка · g7 чёрная пешка · e6 чёрный слон · h6 чёрная пешка · b5 чёрный ферзь · d5 чёрная пешка · a3 белая пешка · c3 белый слон · d3 белая ладья · e3 белая пешка · f3 белый слон · b2 белая пешка · d2 белая ладья · f2 белая пешка · g2 белая пешка · h2 белая пешка · d1 белый ферзь · g1 белый король | 5 |
| 4 | d8 чёрная ладья · g8 чёрный король · a7 чёрная пешка · b7 чёрная пешка · d7 чёрная ладья · e7 чёрный слон · f7 чёрная пешка · g7 чёрная пешка · e6 чёрный слон · h6 чёрная пешка · b5 чёрный ферзь · d5 чёрная пешка · a3 белая пешка · c3 белый слон · d3 белая ладья · e3 белая пешка · f3 белый слон · b2 белая пешка · d2 белая ладья · f2 белая пешка · g2 белая пешка · h2 белая пешка · d1 белый ферзь · g1 белый король | d8 чёрная ладья · g8 чёрный король · a7 чёрная пешка · b7 чёрная пешка · d7 чёрная ладья · e7 чёрный слон · f7 чёрная пешка · g7 чёрная пешка · e6 чёрный слон · h6 чёрная пешка · b5 чёрный ферзь · d5 чёрная пешка · a3 белая пешка · c3 белый слон · d3 белая ладья · e3 белая пешка · f3 белый слон · b2 белая пешка · d2 белая ладья · f2 белая пешка · g2 белая пешка · h2 белая пешка · d1 белый ферзь · g1 белый король | d8 чёрная ладья · g8 чёрный король · a7 чёрная пешка · b7 чёрная пешка · d7 чёрная ладья · e7 чёрный слон · f7 чёрная пешка · g7 чёрная пешка · e6 чёрный слон · h6 чёрная пешка · b5 чёрный ферзь · d5 чёрная пешка · a3 белая пешка · c3 белый слон · d3 белая ладья · e3 белая пешка · f3 белый слон · b2 белая пешка · d2 белая ладья · f2 белая пешка · g2 белая пешка · h2 белая пешка · d1 белый ферзь · g1 белый король | d8 чёрная ладья · g8 чёрный король · a7 чёрная пешка · b7 чёрная пешка · d7 чёрная ладья · e7 чёрный слон · f7 чёрная пешка · g7 чёрная пешка · e6 чёрный слон · h6 чёрная пешка · b5 чёрный ферзь · d5 чёрная пешка · a3 белая пешка · c3 белый слон · d3 белая ладья · e3 белая пешка · f3 белый слон · b2 белая пешка · d2 белая ладья · f2 белая пешка · g2 белая пешка · h2 белая пешка · d1 белый ферзь · g1 белый король | d8 чёрная ладья · g8 чёрный король · a7 чёрная пешка · b7 чёрная пешка · d7 чёрная ладья · e7 чёрный слон · f7 чёрная пешка · g7 чёрная пешка · e6 чёрный слон · h6 чёрная пешка · b5 чёрный ферзь · d5 чёрная пешка · a3 белая пешка · c3 белый слон · d3 белая ладья · e3 белая пешка · f3 белый слон · b2 белая пешка · d2 белая ладья · f2 белая пешка · g2 белая пешка · h2 белая пешка · d1 белый ферзь · g1 белый король | d8 чёрная ладья · g8 чёрный король · a7 чёрная пешка · b7 чёрная пешка · d7 чёрная ладья · e7 чёрный слон · f7 чёрная пешка · g7 чёрная пешка · e6 чёрный слон · h6 чёрная пешка · b5 чёрный ферзь · d5 чёрная пешка · a3 белая пешка · c3 белый слон · d3 белая ладья · e3 белая пешка · f3 белый слон · b2 белая пешка · d2 белая ладья · f2 белая пешка · g2 белая пешка · h2 белая пешка · d1 белый ферзь · g1 белый король | d8 чёрная ладья · g8 чёрный король · a7 чёрная пешка · b7 чёрная пешка · d7 чёрная ладья · e7 чёрный слон · f7 чёрная пешка · g7 чёрная пешка · e6 чёрный слон · h6 чёрная пешка · b5 чёрный ферзь · d5 чёрная пешка · a3 белая пешка · c3 белый слон · d3 белая ладья · e3 белая пешка · f3 белый слон · b2 белая пешка · d2 белая ладья · f2 белая пешка · g2 белая пешка · h2 белая пешка · d1 белый ферзь · g1 белый король | d8 чёрная ладья · g8 чёрный король · a7 чёрная пешка · b7 чёрная пешка · d7 чёрная ладья · e7 чёрный слон · f7 чёрная пешка · g7 чёрная пешка · e6 чёрный слон · h6 чёрная пешка · b5 чёрный ферзь · d5 чёрная пешка · a3 белая пешка · c3 белый слон · d3 белая ладья · e3 белая пешка · f3 белый слон · b2 белая пешка · d2 белая ладья · f2 белая пешка · g2 белая пешка · h2 белая пешка · d1 белый ферзь · g1 белый король | 4 |
| 3 | d8 чёрная ладья · g8 чёрный король · a7 чёрная пешка · b7 чёрная пешка · d7 чёрная ладья · e7 чёрный слон · f7 чёрная пешка · g7 чёрная пешка · e6 чёрный слон · h6 чёрная пешка · b5 чёрный ферзь · d5 чёрная пешка · a3 белая пешка · c3 белый слон · d3 белая ладья · e3 белая пешка · f3 белый слон · b2 белая пешка · d2 белая ладья · f2 белая пешка · g2 белая пешка · h2 белая пешка · d1 белый ферзь · g1 белый король | d8 чёрная ладья · g8 чёрный король · a7 чёрная пешка · b7 чёрная пешка · d7 чёрная ладья · e7 чёрный слон · f7 чёрная пешка · g7 чёрная пешка · e6 чёрный слон · h6 чёрная пешка · b5 чёрный ферзь · d5 чёрная пешка · a3 белая пешка · c3 белый слон · d3 белая ладья · e3 белая пешка · f3 белый слон · b2 белая пешка · d2 белая ладья · f2 белая пешка · g2 белая пешка · h2 белая пешка · d1 белый ферзь · g1 белый король | d8 чёрная ладья · g8 чёрный король · a7 чёрная пешка · b7 чёрная пешка · d7 чёрная ладья · e7 чёрный слон · f7 чёрная пешка · g7 чёрная пешка · e6 чёрный слон · h6 чёрная пешка · b5 чёрный ферзь · d5 чёрная пешка · a3 белая пешка · c3 белый слон · d3 белая ладья · e3 белая пешка · f3 белый слон · b2 белая пешка · d2 белая ладья · f2 белая пешка · g2 белая пешка · h2 белая пешка · d1 белый ферзь · g1 белый король | d8 чёрная ладья · g8 чёрный король · a7 чёрная пешка · b7 чёрная пешка · d7 чёрная ладья · e7 чёрный слон · f7 чёрная пешка · g7 чёрная пешка · e6 чёрный слон · h6 чёрная пешка · b5 чёрный ферзь · d5 чёрная пешка · a3 белая пешка · c3 белый слон · d3 белая ладья · e3 белая пешка · f3 белый слон · b2 белая пешка · d2 белая ладья · f2 белая пешка · g2 белая пешка · h2 белая пешка · d1 белый ферзь · g1 белый король | d8 чёрная ладья · g8 чёрный король · a7 чёрная пешка · b7 чёрная пешка · d7 чёрная ладья · e7 чёрный слон · f7 чёрная пешка · g7 чёрная пешка · e6 чёрный слон · h6 чёрная пешка · b5 чёрный ферзь · d5 чёрная пешка · a3 белая пешка · c3 белый слон · d3 белая ладья · e3 белая пешка · f3 белый слон · b2 белая пешка · d2 белая ладья · f2 белая пешка · g2 белая пешка · h2 белая пешка · d1 белый ферзь · g1 белый король | d8 чёрная ладья · g8 чёрный король · a7 чёрная пешка · b7 чёрная пешка · d7 чёрная ладья · e7 чёрный слон · f7 чёрная пешка · g7 чёрная пешка · e6 чёрный слон · h6 чёрная пешка · b5 чёрный ферзь · d5 чёрная пешка · a3 белая пешка · c3 белый слон · d3 белая ладья · e3 белая пешка · f3 белый слон · b2 белая пешка · d2 белая ладья · f2 белая пешка · g2 белая пешка · h2 белая пешка · d1 белый ферзь · g1 белый король | d8 чёрная ладья · g8 чёрный король · a7 чёрная пешка · b7 чёрная пешка · d7 чёрная ладья · e7 чёрный слон · f7 чёрная пешка · g7 чёрная пешка · e6 чёрный слон · h6 чёрная пешка · b5 чёрный ферзь · d5 чёрная пешка · a3 белая пешка · c3 белый слон · d3 белая ладья · e3 белая пешка · f3 белый слон · b2 белая пешка · d2 белая ладья · f2 белая пешка · g2 белая пешка · h2 белая пешка · d1 белый ферзь · g1 белый король | d8 чёрная ладья · g8 чёрный король · a7 чёрная пешка · b7 чёрная пешка · d7 чёрная ладья · e7 чёрный слон · f7 чёрная пешка · g7 чёрная пешка · e6 чёрный слон · h6 чёрная пешка · b5 чёрный ферзь · d5 чёрная пешка · a3 белая пешка · c3 белый слон · d3 белая ладья · e3 белая пешка · f3 белый слон · b2 белая пешка · d2 белая ладья · f2 белая пешка · g2 белая пешка · h2 белая пешка · d1 белый ферзь · g1 белый король | 3 |
| 2 | d8 чёрная ладья · g8 чёрный король · a7 чёрная пешка · b7 чёрная пешка · d7 чёрная ладья · e7 чёрный слон · f7 чёрная пешка · g7 чёрная пешка · e6 чёрный слон · h6 чёрная пешка · b5 чёрный ферзь · d5 чёрная пешка · a3 белая пешка · c3 белый слон · d3 белая ладья · e3 белая пешка · f3 белый слон · b2 белая пешка · d2 белая ладья · f2 белая пешка · g2 белая пешка · h2 белая пешка · d1 белый ферзь · g1 белый король | d8 чёрная ладья · g8 чёрный король · a7 чёрная пешка · b7 чёрная пешка · d7 чёрная ладья · e7 чёрный слон · f7 чёрная пешка · g7 чёрная пешка · e6 чёрный слон · h6 чёрная пешка · b5 чёрный ферзь · d5 чёрная пешка · a3 белая пешка · c3 белый слон · d3 белая ладья · e3 белая пешка · f3 белый слон · b2 белая пешка · d2 белая ладья · f2 белая пешка · g2 белая пешка · h2 белая пешка · d1 белый ферзь · g1 белый король | d8 чёрная ладья · g8 чёрный король · a7 чёрная пешка · b7 чёрная пешка · d7 чёрная ладья · e7 чёрный слон · f7 чёрная пешка · g7 чёрная пешка · e6 чёрный слон · h6 чёрная пешка · b5 чёрный ферзь · d5 чёрная пешка · a3 белая пешка · c3 белый слон · d3 белая ладья · e3 белая пешка · f3 белый слон · b2 белая пешка · d2 белая ладья · f2 белая пешка · g2 белая пешка · h2 белая пешка · d1 белый ферзь · g1 белый король | d8 чёрная ладья · g8 чёрный король · a7 чёрная пешка · b7 чёрная пешка · d7 чёрная ладья · e7 чёрный слон · f7 чёрная пешка · g7 чёрная пешка · e6 чёрный слон · h6 чёрная пешка · b5 чёрный ферзь · d5 чёрная пешка · a3 белая пешка · c3 белый слон · d3 белая ладья · e3 белая пешка · f3 белый слон · b2 белая пешка · d2 белая ладья · f2 белая пешка · g2 белая пешка · h2 белая пешка · d1 белый ферзь · g1 белый король | d8 чёрная ладья · g8 чёрный король · a7 чёрная пешка · b7 чёрная пешка · d7 чёрная ладья · e7 чёрный слон · f7 чёрная пешка · g7 чёрная пешка · e6 чёрный слон · h6 чёрная пешка · b5 чёрный ферзь · d5 чёрная пешка · a3 белая пешка · c3 белый слон · d3 белая ладья · e3 белая пешка · f3 белый слон · b2 белая пешка · d2 белая ладья · f2 белая пешка · g2 белая пешка · h2 белая пешка · d1 белый ферзь · g1 белый король | d8 чёрная ладья · g8 чёрный король · a7 чёрная пешка · b7 чёрная пешка · d7 чёрная ладья · e7 чёрный слон · f7 чёрная пешка · g7 чёрная пешка · e6 чёрный слон · h6 чёрная пешка · b5 чёрный ферзь · d5 чёрная пешка · a3 белая пешка · c3 белый слон · d3 белая ладья · e3 белая пешка · f3 белый слон · b2 белая пешка · d2 белая ладья · f2 белая пешка · g2 белая пешка · h2 белая пешка · d1 белый ферзь · g1 белый король | d8 чёрная ладья · g8 чёрный король · a7 чёрная пешка · b7 чёрная пешка · d7 чёрная ладья · e7 чёрный слон · f7 чёрная пешка · g7 чёрная пешка · e6 чёрный слон · h6 чёрная пешка · b5 чёрный ферзь · d5 чёрная пешка · a3 белая пешка · c3 белый слон · d3 белая ладья · e3 белая пешка · f3 белый слон · b2 белая пешка · d2 белая ладья · f2 белая пешка · g2 белая пешка · h2 белая пешка · d1 белый ферзь · g1 белый король | d8 чёрная ладья · g8 чёрный король · a7 чёрная пешка · b7 чёрная пешка · d7 чёрная ладья · e7 чёрный слон · f7 чёрная пешка · g7 чёрная пешка · e6 чёрный слон · h6 чёрная пешка · b5 чёрный ферзь · d5 чёрная пешка · a3 белая пешка · c3 белый слон · d3 белая ладья · e3 белая пешка · f3 белый слон · b2 белая пешка · d2 белая ладья · f2 белая пешка · g2 белая пешка · h2 белая пешка · d1 белый ферзь · g1 белый король | 2 |
| 1 | d8 чёрная ладья · g8 чёрный король · a7 чёрная пешка · b7 чёрная пешка · d7 чёрная ладья · e7 чёрный слон · f7 чёрная пешка · g7 чёрная пешка · e6 чёрный слон · h6 чёрная пешка · b5 чёрный ферзь · d5 чёрная пешка · a3 белая пешка · c3 белый слон · d3 белая ладья · e3 белая пешка · f3 белый слон · b2 белая пешка · d2 белая ладья · f2 белая пешка · g2 белая пешка · h2 белая пешка · d1 белый ферзь · g1 белый король | d8 чёрная ладья · g8 чёрный король · a7 чёрная пешка · b7 чёрная пешка · d7 чёрная ладья · e7 чёрный слон · f7 чёрная пешка · g7 чёрная пешка · e6 чёрный слон · h6 чёрная пешка · b5 чёрный ферзь · d5 чёрная пешка · a3 белая пешка · c3 белый слон · d3 белая ладья · e3 белая пешка · f3 белый слон · b2 белая пешка · d2 белая ладья · f2 белая пешка · g2 белая пешка · h2 белая пешка · d1 белый ферзь · g1 белый король | d8 чёрная ладья · g8 чёрный король · a7 чёрная пешка · b7 чёрная пешка · d7 чёрная ладья · e7 чёрный слон · f7 чёрная пешка · g7 чёрная пешка · e6 чёрный слон · h6 чёрная пешка · b5 чёрный ферзь · d5 чёрная пешка · a3 белая пешка · c3 белый слон · d3 белая ладья · e3 белая пешка · f3 белый слон · b2 белая пешка · d2 белая ладья · f2 белая пешка · g2 белая пешка · h2 белая пешка · d1 белый ферзь · g1 белый король | d8 чёрная ладья · g8 чёрный король · a7 чёрная пешка · b7 чёрная пешка · d7 чёрная ладья · e7 чёрный слон · f7 чёрная пешка · g7 чёрная пешка · e6 чёрный слон · h6 чёрная пешка · b5 чёрный ферзь · d5 чёрная пешка · a3 белая пешка · c3 белый слон · d3 белая ладья · e3 белая пешка · f3 белый слон · b2 белая пешка · d2 белая ладья · f2 белая пешка · g2 белая пешка · h2 белая пешка · d1 белый ферзь · g1 белый король | d8 чёрная ладья · g8 чёрный король · a7 чёрная пешка · b7 чёрная пешка · d7 чёрная ладья · e7 чёрный слон · f7 чёрная пешка · g7 чёрная пешка · e6 чёрный слон · h6 чёрная пешка · b5 чёрный ферзь · d5 чёрная пешка · a3 белая пешка · c3 белый слон · d3 белая ладья · e3 белая пешка · f3 белый слон · b2 белая пешка · d2 белая ладья · f2 белая пешка · g2 белая пешка · h2 белая пешка · d1 белый ферзь · g1 белый король | d8 чёрная ладья · g8 чёрный король · a7 чёрная пешка · b7 чёрная пешка · d7 чёрная ладья · e7 чёрный слон · f7 чёрная пешка · g7 чёрная пешка · e6 чёрный слон · h6 чёрная пешка · b5 чёрный ферзь · d5 чёрная пешка · a3 белая пешка · c3 белый слон · d3 белая ладья · e3 белая пешка · f3 белый слон · b2 белая пешка · d2 белая ладья · f2 белая пешка · g2 белая пешка · h2 белая пешка · d1 белый ферзь · g1 белый король | d8 чёрная ладья · g8 чёрный король · a7 чёрная пешка · b7 чёрная пешка · d7 чёрная ладья · e7 чёрный слон · f7 чёрная пешка · g7 чёрная пешка · e6 чёрный слон · h6 чёрная пешка · b5 чёрный ферзь · d5 чёрная пешка · a3 белая пешка · c3 белый слон · d3 белая ладья · e3 белая пешка · f3 белый слон · b2 белая пешка · d2 белая ладья · f2 белая пешка · g2 белая пешка · h2 белая пешка · d1 белый ферзь · g1 белый король | d8 чёрная ладья · g8 чёрный король · a7 чёрная пешка · b7 чёрная пешка · d7 чёрная ладья · e7 чёрный слон · f7 чёрная пешка · g7 чёрная пешка · e6 чёрный слон · h6 чёрная пешка · b5 чёрный ферзь · d5 чёрная пешка · a3 белая пешка · c3 белый слон · d3 белая ладья · e3 белая пешка · f3 белый слон · b2 белая пешка · d2 белая ладья · f2 белая пешка · g2 белая пешка · h2 белая пешка · d1 белый ферзь · g1 белый король | 1 |
|   | a | b | c | d | e | f | g | h |   |

Грамотное разыгрывание позиций с изолированной пешкой — важный показатель мастерства шахматиста. Практикой давно определены основные способы игры и стратегические планы для обеих сторон: как имеющей изолированную пешку, так и для борющейся с ней.

### Сторона, имеющая «изолятор»
- Атака на флангах. Открытые линии дают этой стороне замечательные предпосылки для атаки. Промедление чревато переходом в окончание, где изолированная пешка, как правило, означает худшую позицию.
- Прорыв изолированной пешкой. Очень важный прием — прорваться, иногда с жертвой «изолятора», получив взамен вскрытие игры или иные позиционные или материальные козыри.

### Сторона, играющая против изолированной пешки
- Блокада. Поле перед изолированной пешкой является слабым, и на этом поле выгодно установить блокирующую фигуру, что зафиксирует пешку и лишит соперника возможности прорыва. Лучшим блокиратором для этой цели считается конь, поскольку он, помимо блокады, атакует важные поля сбоку и сзади изолированной пешки. Худший же блокиратор — ферзь, поскольку его легко согнать с блокадного поля.
- Фигурное давление на изолированную пешку, в ряде случаев — подрыв изолированной пешки пешкой на смежной вертикали со вскрытием игры.
- Упрощение позиции и переход в окончание. В окончании при изолированной пешке у соперника сторона пытается или выиграть пешку, или связать силы соперника защитой этой пешки.